# 世界にひとつの金メダル
『世界にひとつの金メダル』（せかいにひとつのきんメダル、原題：Jappeloup）は、2013年のフランス・カナダ合作の伝記映画。監督をクリスチャン・デュゲイ、脚本・主演をギヨーム・カネが務めた。
弁護士から馬術の障害飛越競技の選手へと転身し、1988年ソウルオリンピックで金メダルを獲得したフランスのピエール・デュランの半生を描いている。
原作はカリーヌ・ドゥヴィルデのノンフィクション『Crin Noir』で、脚本・主演のギヨーム・カネ自身の経歴（20代前半に俳優に転身する前は騎手で、両親は馬のブリーダー）にも基づいている。
ルー・ドゥ・ラージュはこの作品の演技が高く評価され、第39回セザール賞の有望若手女優賞にノミネートされた。

## ストーリー
幼い頃から父の指導で障害飛越競技に打ち込んできたピエール・デュランは、父の期待から逃れるように弁護士としての道を歩み始める。しかし、馬術への情熱をあきらめることができないデュランは、弁護士の輝かしいキャリアを捨てて、再び馬術選手となることを決意する。小柄で気性が荒い欠点だらけながら、高い跳躍力と才能を秘めた若馬ジャップルーをパートナーにしたピエールのオリンピックへ向けた鍛錬の日々がスタートした。

## キャスト
| 役名                   | 俳優                     | 日本語吹替 |
| ---------------------- | ------------------------ | ---------- |
| ピエール・デュラン     | ギヨーム・カネ           | 日野聡     |
| ナディア               | マリナ・ハンズ           | 水樹奈々   |
| セルジュ・デュラン     | ダニエル・オートゥイユ   | 野島昭生   |
| ラファエル・ダリオ     | ルー・ドゥ・ラージュ     | 逢田梨香子 |
| マルセル・ロジエ       | チェッキー・カリョ       | 安原義人   |
| アンリ・ダリオ         | ジャック・イジュラン     | 玉野井直樹 |
| アルレット・デュラン   | マリー・ビュネル         | 山像かおり |
| フランシス・ルベイル   | ジョエル・デュピューシュ | 板取政明   |
| パトリック・カロン     | フレッド・エポー         | 魚建       |
| フレデリック・コティエ | アルノー・アンリエ       | 佐藤友啓   |
| ジョン・レスター       | ドナルド・サザーランド   | 池田勝     |
| ユベール・ブルディ     | アントワーヌ・ショレ     | 吉野貴大   |
| エリック・ナヴェ       | ブノワ・プティジャン     | 赤坂柾之   |
| ジョー・ファージス     | ノア・ハントリー         | 谷内健     |
| 厩務員ジル             | ジェフリー・ノエル       | 上住谷崇   |
| ジャン・ロシュフォール | 本人                     |            |

- その他の声の吹き替え：露木徳幸／安國愛菜／橋本雅史／米倉希代子／桃江トウコ／渡辺ゆかり／細川祥央／小林さとみ
- テレビ版日本語吹替：初回放送2021年8月30日BSテレ東『シネマクラッシュ』[10]

## スタッフ
- 監督: クリスチャン・デュゲイ
- 製作: パスカル・ユデレウィッツ（フランス語版）、ルディ・ボーケン（英語版）、ロマン・ル・グラン（フランス語版）
- 製作総指揮: ワリード・シャンマー（英語版）、チカ・ベナダヴァ
- 原作: カリーヌ・ドゥヴィルデ『Crin Noir』
- 脚本: ギヨーム・カネ
- 撮影: ロナルド・プラント
- 美術: エミール・ギーゴ
- 衣装: カロリーヌ・ドゥ・ヴィヴェーズ（フランス語版）
- 編集: リシャール・マリジ
- 音楽: クリントン・ショーター（英語版）

日本語吹替版
- 演出: 高橋剛
- 翻訳: 石原千麻
- 調整: 橋本和典
- 録音: 和島幸太
- 担当: 孫田利哉(ブロードメディア)
- プロデューサー: 久保一郎
- 制作: BSテレビ東京、ブロードメディア

## 作品の評価
アロシネによれば、フランスの19のメディアによる評価の平均点は5点満点中3.6点である。